# 張氏玉冷
張氏玉冷（越南语：／；？—1586年9月25日（光興九年八月十三日）），越南鄭阮紛爭時期鄭主鄭檢的贤妃。
張氏玉冷是乂安处石河县寿僚册（今河静省石河县）人，是辅导崇郡公的女兒。後來當鄭松繼任鄭主後，尊張氏玉冷為太國夫人。黎世宗光興九年（1586年）八月十三日，太國夫人張氏玉冷去世，諡慈行，葬于本贯。